# Lood (element)

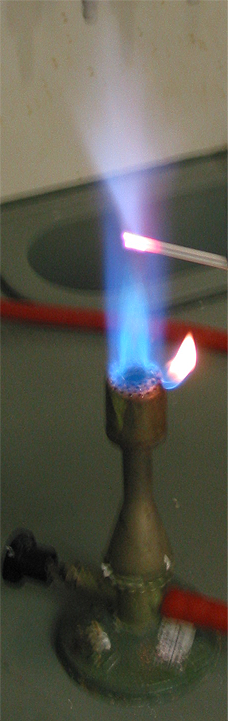
Atomaire-emissiespectrometrie van lood.

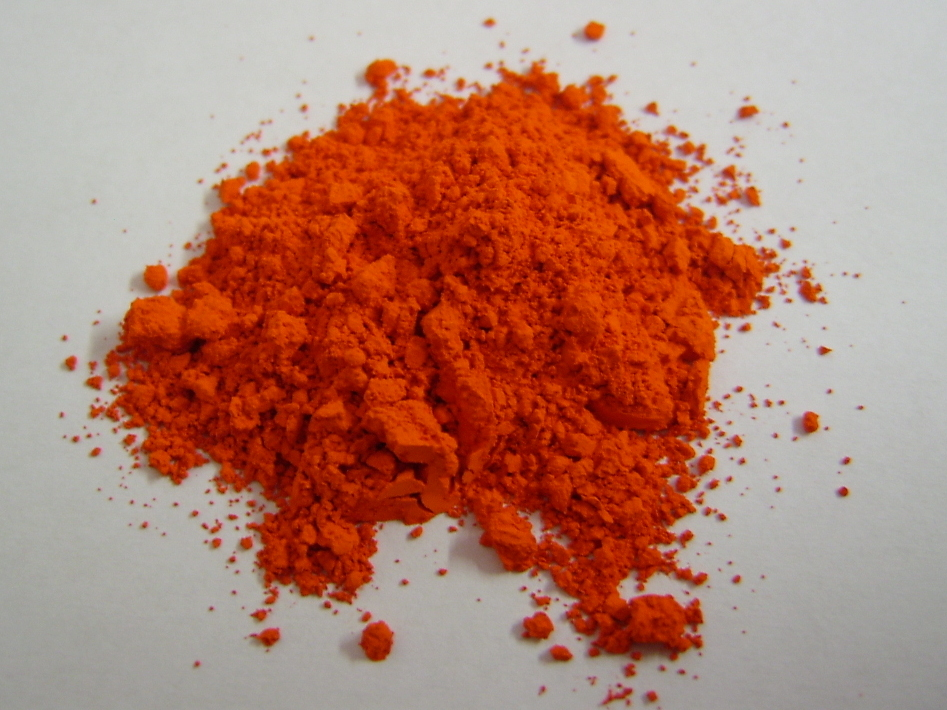
Roodlood is een mengsel van Pb(II)-oxide en Pb(IV)-oxide.

Lood is een scheikundig element met symbool Pb en atoomnummer 82. Het symbool Pb is afkomstig van de Latijnse naam, Plumbum. Lood is een donkergrijs hoofdgroepmetaal.

## Ontdekking
De vroegste vondsten van lood in Zuidwest-Azië zijn een armband uit het 6e millennium v.Chr. uit Yarim Tepe in Noord-Irak, en een iets later conisch stuk lood uit Arpachiyah uit de Halaf-periode, nabij Mosul. Omdat natuurlijk lood uiterst zeldzaam is, doen dergelijke artefacten vermoeden dat het smelten van lood zelfs vóór het smelten van koper is begonnen. Alchemisten dachten dat lood het oudste metaal was en associeerden het met de planeet Saturnus. In het Romeinse Rijk werden loden pijpen gebruikt om water te transporteren die in sommige gevallen 2000 jaar later nog steeds in gebruik zijn.
In de jaren tachtig ontstond het besef dat lood schadelijk is voor het milieu met als gevolg dat het gebruik ervan aan banden werd gelegd. In autobrandstoffen werd lood vervangen door andere stoffen en loden pijpleidingen werden vervangen door pijpleidingen in kunststof, (verzinkt) staal of koper.

## Toepassingen

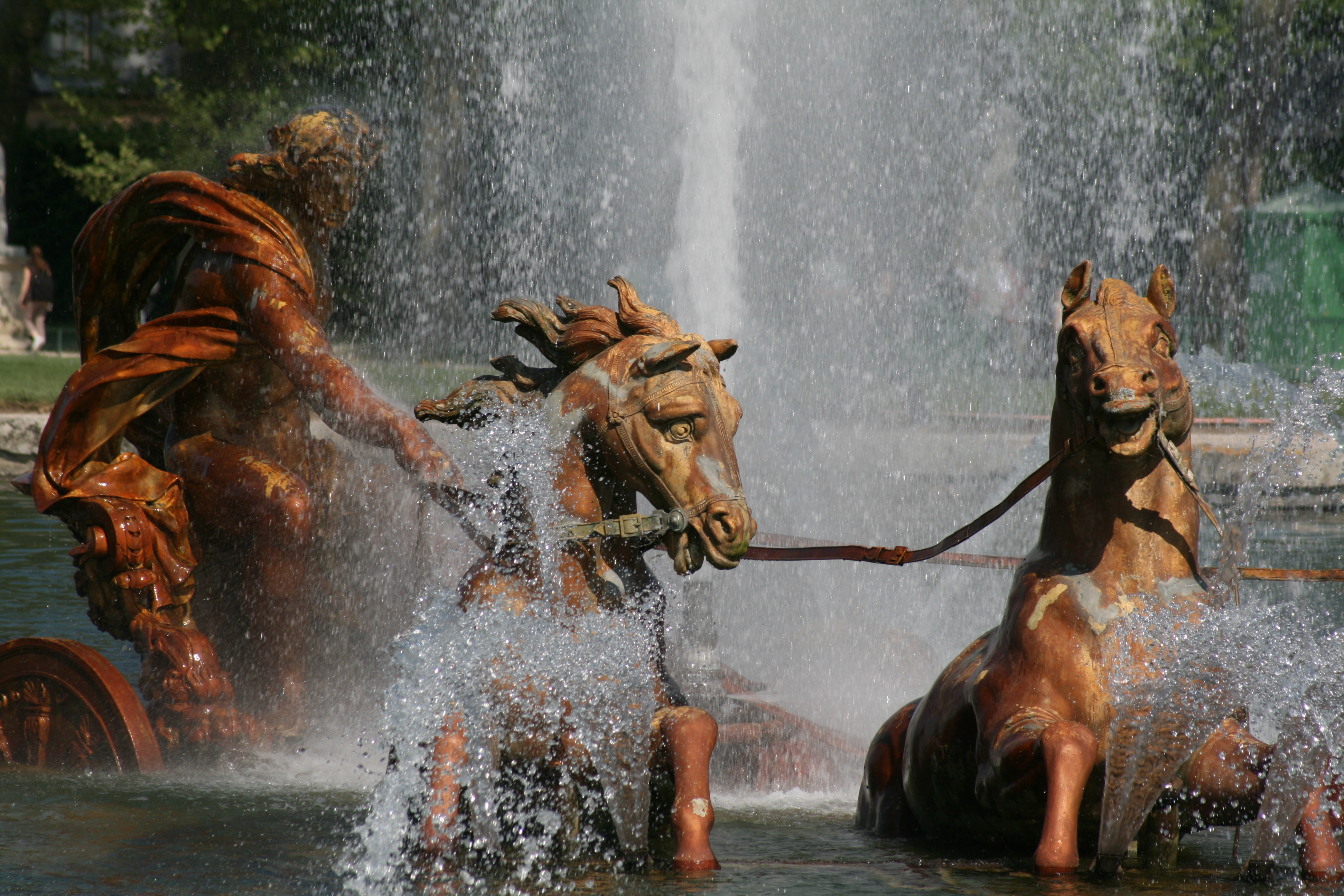
Fontein van Apollo, verguld lood, kasteel van Versailles.

Lood, een zwaar metaal, is schadelijk voor het milieu. Om die reden is het gebruik ervan teruggedrongen, maar het gebruik is in de bouw in Nederland (weer) toegestaan vanwege de recycleerbaarheid.
Er zijn (of waren) legio toepassingen: 
- vroeger gebruikte men lood voor het produceren van musketkogels en kogels voor schutterijbuksen.
- In oplaadbare loodaccu's dient lood als elektrode.
- Omdat lood goede bescherming biedt tegen gammastraling worden loden omhulsels vaak gebruikt om radioactieve bronnen veilig te bewaren en als afscherming bij röntgenfoto's en radiotherapie.
- In de elektronica als soldeerverbinding in een legering van bijvoorbeeld 60% lood, 38% tin en 2% zilver (sinds 2006 niet meer in consumentenartikelen).
- Laagalfalood straalt minder dan 0,02 alfadeeltjes per cm² per uur uit. Het is meestal oud lood of lood uit bepaalde mijnen en zeer waardevol voor geïntegreerde schakelingen.
- Geplakt op gips of geperst hout, ook wel gipslood genaamd, als stralingwerend materiaal voor ruimten in ziekenhuizen, tandartspraktijken of dierenklinieken.
- In de legering woodsmetaal voor diverse toepassingen.
- Bladlood is dun lood dat kan worden gebruikt als waterkering in muren en boven raamkozijnen. Het wordt vooral gebruikt in de buitenlucht, waar het vaak wordt blootgesteld aan temperatuurwisselingen. Het vindt ook toepassing als dakbedekking van historische gebouwen en eigentijdse architectuur.
- De hoge buigzaamheid maakt lood geschikt om bij woningbouw kieren te dichten (loodslab). Van deze eigenschap werd ook gebruikgemaakt in ramen van glas in lood, waarbij het stukje glas in een loden vatting opgesloten zit en de loodstrippen aan elkaar gesoldeerd worden.
- Ballastlood voor veel verschillende doeleinden, zoals hard lood en zacht lood dat gebruikt wordt door duikers. Ook lood onderaan gordijnen en in de kiel van schepen.
- In onderzeekabels dient lood als bescherming tegen corrosie door zeewater.
- Als koelmiddel in een loodgekoelde reactor.
- In hagelpatronen voor de jacht.
- In benzine werd loodtetraethyl gebruikt om het octaangetal te verbeteren. In de EU is dat sinds 1999 verboden.
- Lood werd toegepast in verf om het beter bestendig te maken tegen weersinvloeden. Sinds 1990 is dat in de EU verboden. Als pigment werden loodwit (loodoxide) en het oranjerode loodmenie veel toegepast.
- Legering met tin voor orgelpijpen.
- Legeringen van lood met 1-20% tin en 2-30% antimoon werden vanaf midden 15e eeuw tot ver in de 20e eeuw gebruikt om loden letters te gieten en veel ander typografisch materiaal.
- Lood wordt al sinds de oudheid gebruikt voor leidingen, vanwege de plooibaarheid en de vorstbestendigheid. Daar komt ook de benaming loodgieter vandaan.
- Lood werd vroeger gebruikt in een schietlood, vandaar de benaming loodrecht.
- Vroeger gebruikten schepen een dieplood om de diepte te peilen.
- Een potlood bevatte oorspronkelijk lood, maar dat werd vervangen door grafiet.
- Het lodenkamerproces gebruikte een reactor van met lood beklede wanden om zwavelzuur te produceren.
- In de sportvisserij wordt lood in verschillende vormen gebruikt als ballast voor een vislijn of dobber.
- In de auto-industrie om autowielen uit te balanceren.
- Lood wordt ook gebruikt door beeldhouwers voor het gieten van fonteinen. Het werd gebruikt door Jean-Baptiste Tuby.

## Opmerkelijke eigenschappen
Lood is een zacht, buigzaam en kneedbaar donkerblauw-grijs metaal dat bij kamertemperatuur een slechte geleider van elektriciteit is. Het is zeer corrosiebestendig, zelfs tegen geconcentreerde oplossingen van zwavelzuur. Door lood te legeren met antimoon of andere metalen kan het harder worden gemaakt.
Bij 7,2 K wordt lood een supergeleider en IBM wilde het gebruiken voor een computer gebaseerd op de Josephson-junctie.
Lood is het element met het hoogste atoomnummer dat stabiele isotopen heeft. Alle elementen met hogere atoomnummers zijn radioactief, hoewel bismut-209 en uranium-238 door hun zeer lange halveringstijd ook als stabiel kunnen worden beschouwd. Elementen met hogere atoomnummers vervallen uiteindelijk naar lood of naar elementen met een lager atoomnummer. Een deel van het lood is dus ontstaan uit deze elementen volgens de uraniumreeks. Dit gegeven vormt de grondslag van de uranium-looddatering.

## Verschijning
Ongebonden lood is vrij zeldzaam in de aardkorst. Veelal wordt het aangetroffen in ertsen die naast lood ook zink, zilver en koper bevatten. Het meest voorkomende loodhoudende mineraal is galena dat ruim 86% lood bevat. Andere mineralen die als loodbron worden gebruik zijn cerussiet en anglesiet. In oostelijk België werd lood gewonnen bij de Mijnzetel van Blieberg. Een andere – steeds belangrijker wordende – bron van lood is de recycling van afgedankte loodhoudende materialen. De inzamelingsgraad van lood is 95%, hoogste onder alle non-ferro metalen.

## Wereldproductie
| Topproducenten van lood 2019 | Topproducenten van lood 2019 | Topproducenten van lood 2019 |
| Positie                      | Land                         | Productie (duizend ton)      |
| ---------------------------- | ---------------------------- | ---------------------------- |
| 1                            | China                        | 2000                         |
| 2                            | Australië                    | 509                          |
| 3                            | Peru                         | 308                          |
| 4                            | Verenigde Staten             | 274                          |
| 5                            | Mexico                       | 259                          |
| 6                            | Rusland                      | 230                          |
| 7                            | India                        | 200                          |
| 8                            | Bolivia                      | 88                           |
| 9                            | Turkije                      | 71                           |
| 10                           | Zweden                       | 69                           |

## Isotopen
| Stabielste isotopen | Stabielste isotopen | Stabielste isotopen       | Stabielste isotopen       | Stabielste isotopen       | Stabielste isotopen       |
| Iso                 | RA (%)              | Halveringstijd            | VV                        | VE (MeV)                  | VP                        |
| ------------------- | ------------------- | ------------------------- | ------------------------- | ------------------------- | ------------------------- |
| 202Pb               | syn                 | 52,5·103 j                | α                         | 1,364                     | 198Hg                     |
| 204Pb               | 1,4                 | 1,4·1017 j                | α                         | 3,800                     | 200Hg                     |
| 205Pb               | syn                 | 1,53·107 j                | EV                        | 1,531                     | 205Tl                     |
| 206Pb               | 24,1                | stabiel met 124 neutronen | stabiel met 124 neutronen | stabiel met 124 neutronen | stabiel met 124 neutronen |
| 207Pb               | 22,1                | stabiel met 125 neutronen | stabiel met 125 neutronen | stabiel met 125 neutronen | stabiel met 125 neutronen |
| 208Pb               | 52,4                | stabiel met 126 neutronen | stabiel met 126 neutronen | stabiel met 126 neutronen | stabiel met 126 neutronen |
| 210Pb               | sporen              | 22,2 j                    | β−                        |                           | 210Bi                     |

Op aarde komen drie stabiele loodisotopen voor, één radioactieve isotoop met een dusdanig lange halveringstijd dat het ook als stabiel kan worden beschouwd en een aantal radioactieve isotopen met kortere halveringstijden.

## Toxicologie en veiligheid
Langdurige blootstelling aan lood en loodverbindingen kan hersenbeschadigingen veroorzaken en tot bijvoorbeeld dementie leiden. Loodcarbonaat werd in verf gebruikt maar ook als decoratie op behang. Schilfers met loodcarbonaat hebben een beetje zoete smaak. In de negentiende eeuw kwam het vaak voor dat kleine kinderen hierop kauwden, voor een zich ontwikkelend brein is de mentale schade zeer groot en blijvend. Om dezelfde redenen is het niet meer toegestaan lood te gebruiken voor drinkwaterleidingen of om drinkwaterleidingen te solderen.
Lood en loodverbindingen, zoals verbrandingsproducten uit gelode benzine, hebben een schadelijke werking op de hersenen. Dit kan leiden tot allerlei ontwikkelingsstoornissen, met name bij kinderen. Dit uit zich in een lager IQ en een verhoogde kans op crimineel gedrag op latere leeftijd. Opmerkelijk genoeg zijn de effecten van het toevoegen van lood aan benzine in de statistieken zichtbaar door een stijging van de criminaliteit.

## Gezondheidsrisico's door lood in de omgeving
Lood is vooral een gezondheidsrisico voor kinderen. Als ongeboren kinderen en jonge kinderen het binnenkrijgen, heeft dat gevolgen voor de ontwikkeling van de hersenen. Hierdoor krijgen deze kinderen een iets lager IQ. Het is daarom belangrijk dat kinderen zo weinig mogelijk lood binnenkrijgen. Dat geldt ook voor zwangere vrouwen. Doordat lood vroeger veel werd toegepast is het op veel plekken in het milieu terecht gekomen. Kinderen kunnen in aanraking komen met lood;
- als ze spelen op grond waar lood in zit
- als ze water drinken uit een loden waterleiding
- of als ze juist water drinken uit een hele nieuwe leiding of uit nieuwe kranen
- als mensen in hun omgeving hobbyen met lood

Het is belangrijk om loden waterleidingen te laten vervangen. Als er lood in de grond zit dan is het belangrijke kinderen bepaalde maatregelen aan te leren, zoals handen wassen na het buitenspelen. 